# Ophioderma besnardi
Ophioderma besnardi is een slangster uit de familie Ophiodermatidae.
De wetenschappelijke naam van de soort werd in 1970 gepubliceerd door Luiz Roberto Tommasi.